# غزوة بني قريظة
غَزْوَةُ بَنِي قُرِيظَةَ هي غزوة قادها النبي محمد في السنة الخامسة للهجرة على يهود بني قريظة في المدينة المنورة.

## الأسباب
في العام الخامس للهجرة، تحالفت قريش مع بعض من بينها بنو النضير، لغزو المدينة وفرض حصار عليها. فضّلت بنو قريظة في الحياد زودوا بنو قريظة المدافعين عن المدينة بالمجارف والمعاول لحفر خندق دفاعي للدفاع عن المدينة. لكنها غيرت موقفها في وقت لاحق، حيث دخلت في مفاوضات مع الأحزاب
أثناء الحصار، استقبلت بنو قريظة حيي بن أخطب سيد بني النضير الذي حرض على هذا التحالف بين قبيلته مع قريش وغطفان. وأقنع كعب بن أسد بمساعدة الأحزاب. كعب كان في البداية متردد، وجادل بأن محمدا لم يخالف العهد معهم، لكنه قرر تقديم الدعم للأحزاب بعدما وعده حيي بالانضمام إلى بني قريظة في المدينة
انتشرت شائعات عن خيانة بني قريظة وأكدتها رسل النبي سعد بن معاذ وسعد بن عبادة. أثار ذلك قلق المسلمين لأن ذلك يعني انهيار دفاعات المدينة. فأمر النبي نعيم بن مسعود، وهو من سادات غطفان الذي كان قد اعتنق الإسلام سرا، أن يذهب إلى المحاصرين ويفشل مخطط التحالف بينهم وبين بني قريظة. فذهب نعيم إلى بني قريظة ونصحهم بألا ينضموا إلى قتال المسلمين إلا إذا قدّم المحاصرون رهائن من بين قادتهم. ثم سارع إلى الأحزاب وحذرهم من أن إذا طلب بنو قريظة الرهائن فإنهم يعتزمون تسليمهم إلى المسلمين. عندما جاء ممثلو قريش وغطفان إلى بني قريظة، وطلبوا الحصول على الدعم في المعركة، طلبت بنو قريظة رهائن. ممثلو قريش وغطفان رفضوا، ففشلت المفاوضات. ولم تدعم بنو قريظة القوات المحاصرة للمدينة. وبالتالي فشل المهاجمون في تكوين جبهة قتال ثانية ضد المدافعين عن المدينة.

## أحداث الغزوة

### المسير إلى بني قريظة
بعد عودة النبي محمد صلى الله عليه وسلم من غزوة الخندق، وبينما كان في بيته مع عائشة، طرق الباب طارق، فارتاع النبي صلى الله عليه وسلم ونهض سريعًا وخرج لاستقباله. تبعته عائشة لترى من القادم، فوجدت النبي صلى الله عليه وسلم يتحدث مع رجل على دابة، وعندما عاد، سألته عن هوية الرجل، فأخبرها أنه جبريل جاءه بأمر الله ليتحرك إلى بني قريظة.
في ذلك الوقت، كان المسلمون قد وضعوا أسلحتهم بعد معركة الخندق، ولكن جبريل أخبر النبي صلى الله عليه وسلم أن الملائكة لم تضع أسلحتها بعد، وأن الله يأمره بالمسير فورًا إلى بني قريظة، حيث توعد جبريل بأن يزلزل بهم. عندها، أمر النبي صلى الله عليه وسلم مؤذنه أن ينادي في الناس: "لا يصلين أحد العصر إلا في بني قريظة"، فتهيأ المسلمون للخروج.
وفي أثناء ذلك، وبينما كان النبي صلى الله عليه وسلم يغسل رأسه بعد المعركة، جاءه جبريل مرة أخرى وهو على بغلة بيضاء، وقال له: "ما أسرع ما وضعتم أسلحتكم! والله ما نزعنا دروعنا منذ أن نزل العدو عليكم. قم فشُدّ عليك سلاحك، فوالله لأدقنهم كدق البيض على الصفا". ثم انطلق جبريل مسرعًا، فتبع النبي صلى الله عليه وسلم نظره، وحين رأى ذلك، نهض وأمر المسلمين بالتحرك.
نادى النبي صلى الله عليه وسلم في أصحابه، وأرسل مناديًا في المدينة يعلن: "يا خيل الله اركبي"، فتجهز المسلمون وانطلقوا نحو بني قريظة استجابة لأمر الله ورسوله، استعدادًا للحصار والمعركة القادمة، وأنيب ابن أم مكتوم واليا على المدينة.

### زلزلة حصون اليهود
رأى الصحابة رجلاً يمرّ بهم على بغلة بيضاء عليها رحالة وقطيفة من الديباج، فقالوا: "يا رسول الله، لقد مرّ بنا دحية بن خليفة الكلبي." فأوضح لهم النبي صلى الله عليه وسلم قائلاً: "ذاك جبريل، أُرسل إلى بني قريظة ليزلزل حصونهم ويقذف الرعب في قلوبهم."
وعندما وصل النبي صلى الله عليه وسلم إلى بني قريظة، نزل عند إحدى آبارهم، وبدأ الناس يلتحقون به تباعًا. وبينما كانوا في طريقهم، تأخر بعض الصحابة عن صلاة العصر بسبب انشغالهم بالمسير والتهيؤ للحرب، إذ كانوا ملتزمين بقول النبي صلى الله عليه وسلم: "لا يصلين أحد العصر إلا في بني قريظة." وعندما وصلوا، صلوا العصر بعد العشاء الآخرة، متمسكين بأمر النبي صلى الله عليه وسلم، فلم يعبهم الله على ذلك، ولم يوبخهم رسول الله صلى الله عليه وسلم.

### حصار بني قريظة
حاصر رسول الله صلى الله عليه وسلم بني قريظة لمدة خمسة وعشرين يومًا، حتى أنهكهم الحصار، وألقى الله الرعب في قلوبهم. وكان حيي بن أخطب قد لجأ إليهم داخل حصنهم وفاءً لعهد قطعه مع كعب بن أسد، وذلك بعدما انسحبت قريش وغطفان عن المدينة.
وحين أدرك كعب بن أسد أن النبي صلى الله عليه وسلم لن ينصرف عنهم حتى يقاتلهم، اجتمع مع قومه وقال لهم: "يا معشر يهود، أنتم ترون ما حلّ بكم، وأعرض عليكم ثلاثة خيارات، فاختاروا ما شئتم منها." فسألوه عنها، فقال: "الخيار الأول، أن نتابع هذا الرجل ونصدقه، فقد تبيّن لكم أنه نبي مرسل، وهو الذي تجدونه في كتابكم، فإن فعلتم ذلك تأمنون على أرواحكم وأموالكم وأهليكم." لكنهم رفضوا قائلين: "لن نترك حكم التوراة أبدًا، ولن نستبدل به غيره."
فقال لهم: "إن أبيتم هذا، فتعالوا نقتل أبناءنا ونساءنا حتى لا يبقى لنا ما يثقل كواهلنا، ثم نخرج إلى محمد وأصحابه رجالًا مقاتلين بالسيوف، فإن قُتلنا فنكون قد ذهبنا دون أن نترك خلفنا ذرية نخشى عليها، وإن انتصرنا فسنجد النساء والأبناء." لكنهم اعترضوا قائلين: "كيف نقتل أبناءنا وأهلنا؟ لا خير في الحياة بعدهم!"
ثم عرض عليهم خيارًا ثالثًا: "إن هذه الليلة ليلة السبت، وربما يكون محمد وأصحابه قد اطمأنوا إلينا فيها، فلننزل لعله يمكننا مباغتتهم." لكنهم رفضوا مرة أخرى، قائلين: "لا نخالف حرمة السبت، فقد تعلم ما حلّ بمن سبقونا عندما انتهكوه." فقال لهم يائسًا: "ما بات رجل منكم ليلة واحدة حازمًا منذ ولدته أمه!"
بعد ذلك، أرسل بنو قريظة إلى رسول الله صلى الله عليه وسلم يطلبون منه أن يبعث إليهم أبا لبابة بن عبد المنذر، وكان من حلفاء الأوس، ليشاوروه في أمرهم. فلما وصل إليهم، هرع إليه الرجال، واندفعت النساء والأطفال نحوه وهم يبكون، فامتلأ قلبه شفقة عليهم. سألوه: "يا أبا لبابة، هل ترى أن نسلم على حكم محمد؟" فأجاب: "نعم"، لكنه أشار بيده إلى حلقه، في إشارة إلى أن ذلك يعني الذبح.

### توبة أبي لبابه وندمه
| روى عن ابن عباس في تفسير قوله تعالى: {وَآخَرُونَ ٱعْتَرَفُواْ بِذُنُوبِهِمْ خَلَطُواْ عَمَلاً صَالِحاً وَآخَرَ سَيِّئاً …} [التوبة: 102] أنها نزلت في أبي لبابة ومجموعة من الصحابة، يُقال إنهم كانوا سبعة أو ثمانية، أو سبعة سواه، تخلفوا عن غزوة تبوك. بعد إدراكهم لخطئهم، شعروا بندم شديد وتابوا إلى الله، فربطوا أنفسهم بالسواري في المسجد كعلامة على صدق توبتهم، ولم يفكوا قيودهم حتى تاب الله عليهم. وقد فُسِّر العمل الصالح في الآية بأنه توبتهم وندمهم، بينما كان العمل السيئ هو تخلفهم عن الجهاد مع رسول الله صلى الله عليه وسلم. |
| —السيرة النبوية كما في عيون الأثر |

عندما أدرك أبو لبابة خطأه في الإشارة إلى بني قريظة بأن مصيرهم الذبح، قال: "فو الله ما زالت قدماي من مكاني حتى عرفت أني قد خنت الله ورسوله." شعر بندم شديد، فانطلق مباشرة إلى المسجد وربط نفسه في أحد أعمدته، قائلاً: "لا أبرح مكاني هذا حتى يتوب الله عليّ، وأعاهد الله ألا أطأ بني قريظة أبدًا، ولا أعيش في بلد خنت الله ورسوله فيه."
عندما علم رسول الله صلى الله عليه وسلم بما فعله أبو لبابة، قال: "أما لو جاءني لاستغفرت له، وأما إذا فعل ما فعل، فما أنا بالذي أطلقه حتى يتوب الله عليه."
جاءت البشرى بتوبة الله عليه عندما كان النبي صلى الله عليه وسلم في بيت أم سلمة، إذ استيقظ في السحر وهو يضحك. فسألته أم سلمة: "مم تضحك؟ أضحك الله سنك!" فقال: "تِيبَ على أبي لبابة." فقالت: "أفلا أبشره؟" قال: "بلى، إن شئتِ." فخرجت أم سلمة إلى باب حجرتها ونادت: "يا أبا لبابة، أبشر، فقد تاب الله عليك!"
عندما سمع الناس بذلك، أرادوا أن يطلقوه، لكنه رفض قائلاً: "لا والله، حتى يكون رسول الله صلى الله عليه وسلم هو الذي يطلقني بيده." وعندما خرج النبي لصلاة الصبح، أطلقه بنفسه.

### حكم سعد بن معاذ في بني قريظة
عندما وصل سعد بن معاذ رضي الله عنه إلى النبي صلى الله عليه وسلم والمسلمين، استقبله النبي صلى الله عليه وسلم بقوله: "قوموا إلى سيدكم"، تعبيرًا عن احترامه وتقديره له. فقام المسلمون إليه، وعندما جلس بين يدي النبي صلى الله عليه وسلم، قال لهم: "عليكم بذلك عهد الله وميثاقه أن الحكم فيهم كما حكمت؟"، فقالوا: "نعم". ثم التفت إلى النبي صلى الله عليه وسلم، احترامًا له ولم يُخاطبه مباشرة، وقال: "وعلى من هاهنا؟"، فأجابه النبي صلى الله عليه وسلم: "نعم"، أي أن الحكم الذي سيصدره سيكون نافذًا ومقبولًا من الجميع.
عندها نطق سعد بحكمه قائلًا: "إني أحكم فيهم أن تُقتل الرجال، وتُقسم الأموال، وتُسبى النساء والذراري". وكان هذا الحكم مستندًا إلى حكم التوراة نفسه في التعامل مع الخونة في زمن الحروب.
فأقر النبي صلى الله عليه وسلم حكمه، وقال له: "لقد حكمت فيهم بحكم الله من فوق سبع سماوات"، أي أن حكمه كان موافقًا لحكم الله العادل في مثل هذه الحالات.

### تنفيذ الحكم ونتائجه
بعد صدور الحكم، بدأ المسلمون بتنفيذه وفقًا لما قضى به سعد، وتمت تصفية خيانة بني قريظة التي كانت تهدد المدينة والمسلمين في واحدة من أحلك فترات الصراع.
وقد رُوي أن سعد بن معاذ ، الذي تحمل مسؤولية هذا الحكم العادل، لم يعش طويلًا بعد ذلك، حيث تفاقم جرحه، ودعا الله قائلًا: "اللهم إن كنت أبقيت من حرب قريش شيئًا فأبقني لها، وإن كنت قد وضعت الحرب بيننا وبينهم، فافجرها واجعل موتي فيها"، فانفجر جرحه بعد فترة قصيرة، وانتقل إلى رحمة الله. وعندما توفي، شهد النبي صلى الله عليه وسلم أن "اهتز له عرش الرحمن"، تعظيمًا لمكانته وشجاعته في نصرة الحق.
وهكذا انتهت فتنة بني قريظة التي كادت أن تعصف بالمدينة والمسلمين خلال غزوة الأحزاب، وثبّت الله بذلك دعائم الدولة الإسلامية في المدينة، وأظهر عدالته من خلال حكم سعد بن معاذ، الذي نال الشهادة بعد فترة قصيرة، ليكون من أعظم الصحابة الذين دافعوا عن الإسلام حتى الرمق الأخير.